# Francetta Malloy
Pour les articles homonymes, voir Malloy.
Francetta Malloy, née le 7 octobre 1906 et décédée le 17 juillet 1978, est une actrice américaine, active pendant la période du muet. 

## Filmographie partielle
- 1924 : Peter Stuyvesant de Frank Tuttle
- 1931 : Taxi Tangle d'Aubrey Scotto
- 1932 : The Door Knocker d'Edward F. Cline
- 1941 : Las Vegas Nights de Ralph Murphy